# Barrage de Moiry
Pour les articles homonymes, voir Moiry.
Le barrage de Moiry est un barrage voûte situé dans le canton du Valais en Suisse. Il se situe au fond du Val d'Anniviers, dans le vallon de Moiry, au-dessus du village de Grimentz et mesure 148 mètres de haut.
Conçu par le Professeur Alfred Stucky, il a été mis en service en 1958 après 4 ans de construction par 1 200 ouvriers. Les matériaux de construction furent amenés depuis Sierre (ciment) et depuis les moraines du Glacier de Moiry (gravier) pour être transformé en béton directement sur place.

## Données techniques

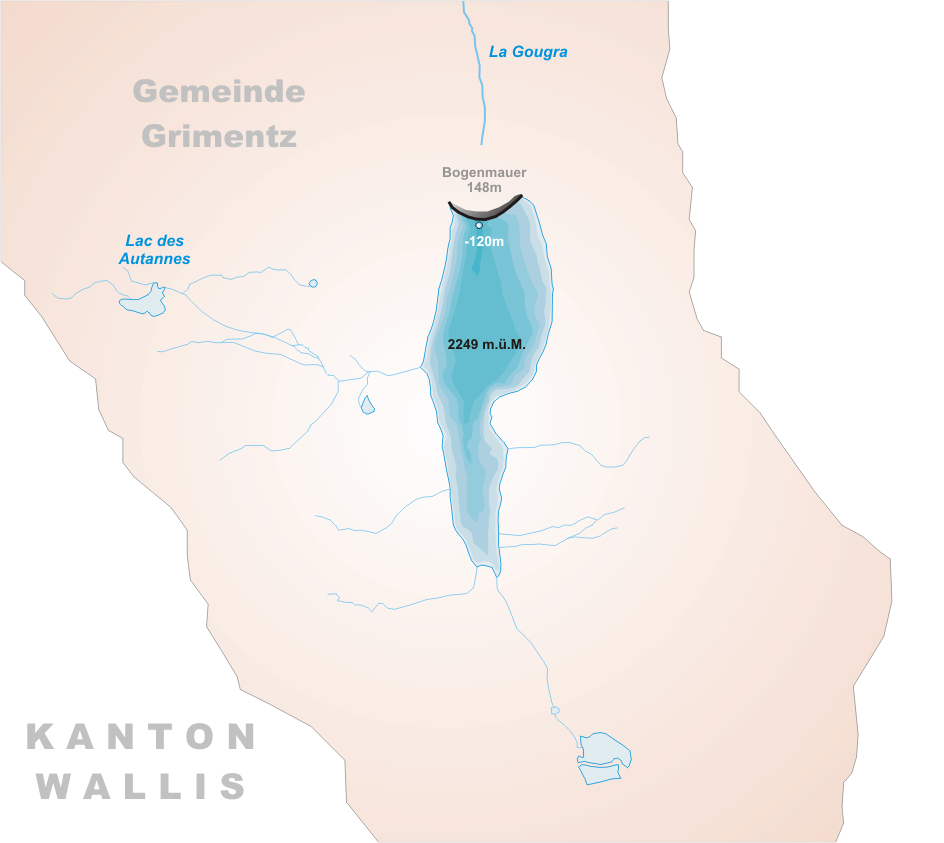
Carte de la région.

D'une hauteur de 148 mètres, le barrage se trouve à 2 249 mètres d'altitude. Son couronnement est de 610 mètres de longueur et son volume total de 815 000 m3. Le lac de retenue a un volume de 78 millions de m3, pour une superficie de 1,4 km2. Un restaurant se trouve sur place.

## Dans la culture populaire
Le barrage de Moiry sert d'inspiration au barrage des Diablons dans l'album de BD Le Repaire du Loup de Jacques Martin. 